# 大岩千未来
大岩 千未来（おおいわ ちさき、2001年11月20日 - ）は、千葉県野田市出身の新体操選手。東京オリンピック日本代表選手。あずさ第一高等学校を経て国士舘大学在学中。イオン所属。
俳優の 升毅 とは親戚関係にある 

## 経歴
5歳のときに新体操を始めた。200度以上の開脚と爪先の柔軟性が特徴で、演技における芸術性と趣味でもあるメイクは同学年でもあるフィギュアスケート選手の本田真凜を参考にしているという。
2016年全日本ジュニア新体操選手権で個人総合優勝を果たした。2016年新体操イタリア国際トーナメントに出場し、特別賞を受賞した。
2021年5月イタリア・ペサロで開かれた新体操W杯で個人総合10位となる。8月の東京オリンピック新体操個人総合予選では87.550点で19位となり決勝には進めなかった。
川間小学校、川間中学校を卒業した。

## 主な試合結果
- 2016年
  - 全日本ジュニア新体操選手権 個人総合優勝
- 2017年
  - 全日本新体操選手権大会 個人総合4位
- 2018年
  - 2018年アジア競技大会 個人総合6位
- 2021年
  - 新体操W杯ペサロ大会 個人総合10位[1]
  - 2020年東京オリンピック 個人総合19位[2]